# Церовље
Церовље (итал. Cerreto) је насељено место и општина у Хрватској, у Истарској жупанији.

## Географија
Церовље се налази у централном делу Истре. Општина захвата територију од 106 km².

## Становништво
На попису становништва 2011. године, општина Церовље је имала 1.677 становника, од чега у самом Церовљу 241.

## Попис1991.
На попису становништва 1991. године, насељено место Церовље је имало 203 становника, следећег националног састава:
| Попис 1991.‍  | Попис 1991.‍  | Попис 1991.‍ | Попис 1991.‍ | Попис 1991.‍ |
| ------------ | ------------ | ----------- | ----------- | ----------- |
|              |              |             |             |             |
| Хрвати       | Хрвати       |             | 163         | 80,29%      |
| Италијани    | Италијани    |             | 2           | 0,98%       |
| Словенци     | Словенци     |             | 1           | 0,49%       |
| неопредељени | неопредељени |             | 6           | 2,95%       |
| регион. опр. | регион. опр. |             | 28          | 13,79%      |
| непознато    | непознато    |             | 3           | 1,47%       |
| укупно: 203  |              |             |             |             |